# Olympische Winterspiele 2002/Teilnehmer (Kasachstan)
| Gelbes Symbol für Goldmedaillen mit stilisierten Olympischen Ringen | Graues Symbol für Silbermedaillen mit stilisierten Olympischen Ringen | Braundes Symbol für Bronzemedaillen mit stilisierten Olympischen Ringen |
| ------------------------------------------------------------------- | --------------------------------------------------------------------- | ----------------------------------------------------------------------- |
| —                                                                   | —                                                                     | —                                                                       |

Mit 50 Athleten nahm Kasachstan an den Olympischen Winterspielen 2002 in sieben Sportarten teil. Das Land nahm zum dritten Mal an Winterspielen teil, eine Medaille konnte keiner der Sportler gewinnen.
Fahnenträger bei der Eröffnungsfeier war der Eisschnellläufer Radik Bikchentayev.

## Übersicht der Teilnehmer

### Biathlon
Frauen
- Yelena Dubok
7,5 km Sprint: 62. Platz (24:50,1 min)
10 km Verfolgung: 30. Platz (34:41,5 min)
15 km Einzel: 60. Platz (57:32,5 min)

Männer
- Dmitri Pantow
10 km Sprint: 79. Platz (29:46,3 min)
20 km Einzel: 49. Platz (57:32,8 min)

### Eishockey
Frauen
- 8. Platz
- Wiktorija Adyjewa
- Anna Akimbetjewa
- Ljubow Alexejewa
- Antonida Assonowa
- Tatjana Chlyzowa
- Dinara Dikambajewa
- Natalja Jakowtschuk
- Olga Konyschewa
- Olga Krjukowa
- Nadeschda Losjewa
- Jekaterina Malzewa
- Swetlana Malzewa
- Olga Potapowa
- Wiktorija Sazonowa
- Jelena Schtelmaister
- Julija Solowjowa
- Oksana Taikjewitsch
- Natalja Trunowa
- Ljubow Wafina
- Swetlana Wassina

### Eisschnelllauf
Frauen
- Anschelika Gawrilowa
1500 m: 32. Platz (2:03,22 min)
3000 m: 28. Platz (4:20,36 min)

- Ljudmila Prokaschowa
1000 m: 28. Platz (1:18,19 min)
3000 m: 16. Platz (4:09,74 min)
5000 m: gestürzt

- Marina Pupina
1500 m: 37. Platz (2:05,13 min)
3000 m: 27. Platz (4:20,04 min)

Männer
- Radik Biktschentajew
1500 m: 19. Platz (1:47,04 min)
5000 m: 19. Platz (6:31,47 min)

- Sergei Iljuschtschenko
5000 m: 29. Platz (6:38,09 min)

- Wladimir Kostin
1500 m: 39. Platz (1:49,57 min)
5000 m: 31. Platz (6:44,10 min)

- Sergei Zybenko
1000 m: 27. Platz (1:10,13 min)
1500 m: 16. Platz (1:46,40 min)

- Nikolai Uljanin
1500 m: 36. Platz (1:49,42 min)

### Freestyle-Skiing
Männer
- Alexei Bannikow
Buckelpiste: 24. Platz (22,14 Pkt.)

### Ski Alpin
Frauen
- Olessja Persidskaja
Riesenslalom: Ausgeschieden (1. Lauf)
Slalom: 34. Platz (2:09,97 min)

Männer
- Danil Anissimow
Riesenslalom: 53. Platz (2:40,61 min)
Slalom: Ausgeschieden (1. Lauf)

### Skilanglauf
Frauen
- Swetlana Deschewych
10 km klassisch: 33. Platz (30:39,2 min)
10 km Verfolgung: 43. Platz (28:25,7 min)
30 km klassisch: 37. Platz (1:46:18,1 h)
4 × 5 km Staffel: 11. Platz (51:52,2 min)

- Natalja Issatschenko
1,5 km Sprint: 51. Platz (3:39,09 min, Qualifikation)
15 km Freistil: 49. Platz (45:51,4 min)

- Swetlana Malachowa-Schischkina
10 km klassisch: 21. Platz (30:06,7 min)
10 km Verfolgung: 24. Platz (27:17,4 min)
15 km Freistil: 33. Platz (43:05,1 min)
30 km klassisch: 16. Platz (1:37:14,5 h)
4 × 5 km Staffel: 11. Platz (51:52,2 min)

- Darja Starostina
1,5 km Sprint: 53. Platz (3:41,69 min, Qualifikation)
15 km Freistil: 45. Platz (45:28,8 min)

- Jelena Antonowa
10 km klassisch: 29. Platz (30:27,3 min)
10 km Verfolgung: 47. Platz (28:30,2 min)
30 km klassisch: 32. Platz (1:43:37,6 h)
4 × 5 km Staffel: 11. Platz (51:52,2 min)

- Oxana Jazkaja
10 km klassisch: 24. Platz (30:13,9 min)
10 km Verfolgung: 15. Platz (26:59,1 min)
15 km Freistil: 25. Platz (42:46,0 min)
30 km klassisch: 17. Platz (1:37:25,3 h)
4 × 5 km Staffel: 11. Platz (51:52,2 min)

Männer
- Wladimir Borzow
1,5 km Sprint: 49. Platz (3:06,03 min, Qualifikation)
30 km Freistil: 46. Platz (1:17:47,5 h)

- Nikolai Tschebotko
1,5 km Sprint: 33. Platz (3:00,31 min, Qualifikation)
20 km Verfolgung: 39. Platz (53:46,5 min)
30 km Freistil: 22. Platz (1:14:32,2 h)
4 × 10 km Staffel: 14. Platz (1:38:20,8 h)

- Andrei Golowko
15 km klassisch: 18. Platz (39:28,1 min)
20 km Verfolgung: 21. Platz (51:34,7 min)
50 km klassisch: 23. Platz (2:16:42,2 h)
4 × 10 km Staffel: 14. Platz (1:38:20,8 h)

- Denis Kriwuschkin
1,5 km Sprint: 42. Platz (3:02,73 min, Qualifikation)
15 km klassisch: 37. Platz (40:27,7 min)
20 km Verfolgung: 48. Platz (55:19,7 min)

- Andrei Newsorow
20 km Verfolgung: 15. Platz (51:42,0 min)
30 km Freistil: 18. Platz (1:14:12,1 h)
50 km klassisch: 13. Platz (2:13:53,1 h)
4 × 10 km Staffel: 14. Platz (1:38:20,8 h)

- Maxim Odnodworzew
1,5 km Sprint: 50. Platz (3:06,83 min, Qualifikation)
30 km Freistil: 37. Platz (1:16:25,6 h)
50 km klassisch: 34. Platz (2:19:50,3 h)

- Pawel Rjabinin
15 km klassisch: 42. Platz (41:03,2 min)
4 × 10 km Staffel: 14. Platz (1:38:20,8 h)

- Igor Subrilin
15 km klassisch: 44. Platz (41:15,5 min)
50 km klassisch: 35. Platz (2:20:25,7 h)

### Skispringen
- Stanislaw Filimonow
Einzel, Normalschanze: 32. Platz (209,5 Pkt.)
Einzel, Großschanze: 30. Platz (197,4 Pkt.)
Team, Großschanze: 13. Platz (621,1 Pkt.)

- Pawel Gaiduk
Einzel, Normalschanze: 44. Platz (96,5 Pkt., 1. Durchgang)
Einzel, Großschanze: 38. Platz (76,2 Pkt., Qualifikation)
Team, Großschanze: 13. Platz (621,1 Pkt.)

- Alexander Korobow
Einzel, Normalschanze: 48. Platz (85,5 Pkt., 1. Durchgang)
Einzel, Großschanze: 46. Platz (65,2 Pkt., Qualifikation)
Team, Großschanze: 13. Platz (621,1 Pkt.)

- Maxim Polunin
Einzel, Normalschanze: 38. Platz (103,5 Pkt., 1. Durchgang)
Einzel, Großschanze: 48. Platz (83,1 Pkt., 1. Durchgang)
Team, Großschanze: 13. Platz (621,1 Pkt.)